# Spirits
Spirits es un videojuego del tipo videoaventura realizado por la compañía española de videojuegos Topo Soft en 1987 para los ordenadores de 8 bits Sinclair ZX Spectrum, MSX, Amstrad CPC. Constituyó el debut oficial de Topo Soft como compañía.

## El juego
Encarnamos a un mago, y contamos con tres vidas y una barra de energía para nuestra misión. Nuestro único ataque consiste en disparar un haz de energía contra los enemigos que tengamos a tiro, que los congelará durante unos segundos, pero que no los matará, permitiéndonos escapar de ellos. Cada disparo consume un poco de nuestra energía, por lo que deben ser usados con precaución. Los enemigos, así mismo, al tocarnos, irán quitándonos energía. Perderemos una vida cuando la energía llegue a cero.
La pantalla, usando una tecnología revolucionaria para la época, está dividida en dos partes, en la de arriba, es donde controlaremos a nuestro personaje, mientras que la de abajo nos dará información. Nuestra primera tarea, será encontrar una bola de cristal, y la pantalla inferior nos indicará la habitación donde está. Una vez recogida, podremos usar la pantalla inferior para localizar todos los objetivos restantes, que no aparecerán hasta que tengamos la bola. Debemos encontrar una varita mágica y un libro de hechizos. La varita nos permitirá desencantar a la princesa, convertida en enana por una maldición, y la armadura, encantada para vagar por el castillo. Cuando realicemos estos dos desencantamientos, podremos destruir al águila, que es el objetivo final de nuestra misión. La pantalla inferior nos permitirá localizar la varita, el libro, la princesa, la armadura y al águila.
La acción tiene lugar entre dos castillos separados por un patio y unidos subterráneamente. Ciertas acciones como caer desde una gran altura, o bajar a la sala más baja del castillo, donde se encuentra una criatura de ojos rojos, nos quitarán una vida. A lo largo del castillo iremos encontrando palancas que podremos accionar. La mayoría abrirán puertas que nos darán acceso a nuevas áreas, pero algunas son trampas mortales al activarlas. Las criaturas que podremos encontrar incluyen fantasmas, jorobados y hombres lobo. Esporádicamente, aparecerán criaturas como gatos infernales que nos atacarán o arqueros infernales que nos dispararán una flecha. A estas dos criaturas no podremos tocarlas, pero con sus ataques nos quitarán un poco de energía. 
En 2007, un remake para Windows, GNU/Linux y MacOs de "Spirits" realizado por M.A Software se llevó un premio en un concurso de remakes organizado por Computer Emuzone.

## Autores
- Programa y música : Alejandro André
- Gráficos : Miguel Blanco Viu
- Colaboraciones : Fernando Díaz y Javier Cano Ciruelas
- Conversión Amstrad CPC: Emilio Martínez Tejedor
- Conversión MSX: Carlos Arias Alonso
- Ilustración de portada: Julio Martín Erro

## Enlaces relacionados
- Spirits en Computer Emuzone
- Mapeado del juego
- Spirits en World of Spectrum (en inglés)
- M.A. Software
- Spirits en Amstrad ESP